# Vivo Y30
Vivo Y30 — смартфон, розроблений компанією Vivo, що відноситься до серії Y. Є спрощеною версією Vivo Y50. Був представлений 7 травня 2020 року.

## Дизайн
Передня панель виконана зі скла, а рамка і задня панель — з глянцевого пластику.
Знизу знаходяться роз'єм microUSB, динамік, мікрофон та 3.5 мм аудіороз'єм. З лівого боку розташований слот під 2 SIM-картки і карту пам'яті формату microSD до 256 ГБ. З правого боку розміщені кнопки регулювання гучності та кнопка блокування смартфона. Сканер відбитків пальців знаходиться на задній панелі.
В Україні Vivo Y30 продавався в кольорах Смарагдовий чорний та Сяючий синій. Також в деяких інших регіонах пристрій був доступний в кольорі Moonstone White (білий).

## Технічні характеристики

### Платформа
Смартфон отримав процесор MediaTek Helio P35 та графічний процесор PowerVR GE8320.

### Батарея
Батарея отримала об'єм 5000 мА·год.

### Камери
Смартфон отримав основну квадрокамеру 13 Мп, f/2.2 (ширококутний) + 8 Мп, f/2.2 (надширококутний) + 2 Мп, f/2.4 (макро) + 2 Мп, f/2.4 (сенсор глибини) з фазовим автофокусом та здатністю запису відео в роздільній здатності 1080p@30fps. Фронтальна камера отримала роздільність 8 Мп, світлосилу f/2.05 (ширококутний) та здатність запису відео в роздільній здатності 1080p@30fps.

### Екран
Екран IPS LCD, 6,47", HD+ (1560 × 720) зі щільністю пікселів 266 ppi, співвідношенням сторін 19,5:9 та круглим вирізом під фронтальну камеру, що знаходиться зверху в лівому кутку.

### Пам'ять
Vivo Y20 був доступний в конфігураціях 4/64, 4/128, 6/128 та 8/128 ГБ. В Україні була доступна тільки конфігурація 4/64 ГБ.

### Програмне забезпечення
Смартфон був випущений на FuntouchOS 10 на базі Android 10 і був оновлений до FuntouchOS 12 на базі Android 12.